# 非洲鮨
非洲鮨，為輻鰭魚綱鱸形目鱸亞目鮨科的其中一種，分布於東大西洋區，從茅利塔尼亞至安哥拉北部海域，棲息深度75-200公尺，體長可達14公分，為底棲性魚類，屬肉食性，生活習性不明。

## 擴展閱讀
維基物種上的相關：非洲鮨